# فرضية الغابة المظلمة
فرضية الغابة المظلمة هي تخمين بأن الحضارات الفضائية موجودة في جميع أنحاء الكون، لكنها صامتة ومذعورة، يُفترض أن أي حضارة ترتاد الفضاء ستنظر إلى أي حياة ذكية أخرى على أنها تهديد لا مفر منه، وبالتالي تدمر أي حياة وليدة تجعل وجودها معروفًا. ونتيجة لذلك، لن يتم التقاط أي موجات كهرومغناطيسية صارة من الحضارات التي يفترض أنها موجودة ، كما هو الحال في "الغابة المظلمة" المليئة "بالصيادين المسلحين الذين لا يتركون خلفهم أثرا".
وهذا أحد التفسيرات العديدة المحتملة لمفارقة فيرمي، التي تقارن بين عدم وجود اتصال مع الحياة الغريبة وإمكانية حدوث مثل هذا الاتصال.

## خلفية
لا يوجد دليل على أن الكائنات الفضائية قد زارت الأرض أو حاولت الاتصال بها. لم يتم اكتشاف أو ملاحظة أي أدلة على وجود حياة ذكية خارج كوكب الأرض. هذا يتعارض مع حقيقة أن الكون مليء بعدد كبير جدًا من الكواكب، وبعضها يحتمل أن يكون ملائما للحياة. تشكل هذه الحقائق المتناقضة أساسًا لمفارقة فيرمي، والتي تمثل فرضية الغابة المظلمة أحد الحلول المقترحة لها.

## نظرية اللعبة
فرضية الغابة المظلمة هي حالة خاصة من "لعبة المعلومات المتسلسلة وغير المكتملة" في نظرية اللعبة.
تشير لعبة المعلومات المتسلسلة وغير المكتملة إلى نوع من الألعاب يتناوب فيها لاعبون متعددون على اتخاذ القرارات، ويكون لكل لاعب إمكانية الوصول إلى معلومات جزئية أو غير كاملة حول حالة اللعبة أو الإجراءات التي يتخذها اللاعبون الآخرون. غالبًا ما تتم دراسة هذا النوع من الألعاب في نظرية الألعاب. في حالة هذه اللعبة بالذات، شرط الفوز الوحيد هو استمرار البقاء على قيد الحياة. هناك قيد إضافي في الحالة الخاصة "للغابة المظلمة" وهو ندرة الموارد الحيوية. يمكن اعتبار "الغابة المظلمة" لعبة ذات شكل شامل حيث يمتلك كل "لاعب" الإجراءات المحتملة التالية: تدمير حضارة أخرى معروفة للاعب؛ إذاعة وتنبيه الحضارات الأخرى لوجود المرء؛ أو لا تفعل شيئًا.